# ベル (葬儀業)
ベル株式会社は、東京都渋谷区に本社を置く、葬儀・仏壇販売・搬送企業。葬祭業ではISO9001を取得している数少ない会社。
「さようならをありがとうに変えるお葬式」をテーマにし形式や流儀にとらわれず、ご家族、ご遺族様が心から望むご葬儀を大切にしたいと考えている。また一日葬、ワンデーセレモニーを都心ならではの葬儀として推している。